# Сіянда Ксулу
Сіянда Ксулу (англ. Siyanda Xulu, нар. 30 грудня 1991, Дурбан) — південноафриканський футболіст, захисник клубу «Суперспорт Юнайтед».
Виступав, зокрема, за клуб «Хапоель» (Тель-Авів), а також національну збірну ПАР.

## Клубна кар'єра
Народився 30 грудня 1991 року в місті Дурбан. Вихованець юнацьких команд футбольних клубів «Кайзер Чіфс» та «Мамелоді Сандаунз».
У дорослому футболі дебютував 2009 року виступами за команду «Мамелоді Сандаунз», у якій провів три сезони, взявши участь у 72 матчах чемпіонату. 
Згодом з 2012 по 2020 рік грав у складі команд «Ростов», «Кайзер Чіфс» та «Маріцбург Юнайтед».
Своєю грою за останню команду привернув увагу представників тренерського штабу клубу «Хапоель» (Тель-Авів), до складу якого приєднався 2020 року. Відіграв за команду з Тель-Авіва наступні два сезони своєї ігрової кар'єри. Більшість часу, проведеного у складі тель-авівського «Хапоеля», був основним гравцем захисту команди.
Протягом 2022—2023 років захищав кольори клубу «Туран».
До складу клубу «Суперспорт Юнайтед» приєднався 2023 року. Станом на 19 серпня 2023 року відіграв за команду з Преторії 2 матчі в національному чемпіонаті.

## Виступи за збірну
У 2012 році дебютував в офіційних матчах у складі національної збірної ПАР.
| Дата       | Місто         | Господарі   | Результат          | Гості        | Турнір                                  | Голи | Примітки |
| ---------- | ------------- | ----------- | ------------------ | ------------ | --------------------------------------- | ---- | -------- |
| 15-6-2012  | Мбомбела      | ПАР         | 3 – 0              | Габон        | товариський матч                        | -    | 80'      |
| 11-10-2013 | Марракеш      | Марокко     | 1 – 1              | ПАР          | товариський матч                        | -    |          |
| 19-11-2013 | Йоганнесбург  | ПАР         | 1 – 0              | Іспанія      | товариський матч                        | -    | 45'      |
| 5-3-2014   | Йоганнесбург  | ПАР         | 0 – 5              | Бразилія     | товариський матч                        | -    | 20'      |
| 3-6-2018   | Полокване     | ПАР         | 0 – 0 (3 – 4 п.п.) | Мадагаскар   | COSAFA Cup 2018 - чвертьфінал           | -    |          |
| 5-6-2018   | Полокване     | ПАР         | 4 – 1              | Намібія      | COSAFA Cup 2018 - півфінал 5° posto     | 1    |          |
| 8-6-2018   | Полокване     | ПАР         | 3 – 0              | Ботсвана     | COSAFA Cup 2018 - Фінал 5° posto        | -    |          |
| 25-3-2021  | Йоганнесбург  | ПАР         | 1 – 1              | Гана         | Відбір до Кубка африканських націй 2021 | -    | 65'      |
| 28-3-2021  | Омдурман      | Судан       | 2 – 0              | ПАР          | Відбір до Кубка африканських націй 2021 | -    | 77'      |
| 3-9-2021   | Хараре        | Зімбабве    | 0 – 0              | ПАР          | Відбір до ЧС 2022                       | -    |          |
| 6-9-2021   | Йоганнесбург  | ПАР         | 1 – 0              | Гана         | Відбір до ЧС 2022                       | -    |          |
| 9-10-2021  | Бахр-Дар      | Ефіопія     | 1 – 3              | ПАР          | Відбір до ЧС 2022                       | -    |          |
| 12-10-2021 | Дурбан        | ПАР         | 1 – 0              | Ефіопія      | Відбір до ЧС 2022                       | -    |          |
| 14-11-2021 | Кумасі        | Гана        | 1 – 0              | ПАР          | Відбір до ЧС 2022                       | -    | 63'      |
| 25-3-2022  | Кортрейк      | ПАР         | 0 – 0              | Гвінея       | товариський матч                        | -    | 68'      |
| 29-3-2022  | Вільнев-д'Аск | Франція     | 5 – 0              | ПАР          | товариський матч                        | -    | 74'      |
| 24-9-2022  | Йоганнесбург  | ПАР         | 4 – 0              | Сьєрра-Леоне | товариський матч                        | -    |          |
| 27-9-2022  | Йоганнесбург  | ПАР         | 1 – 0              | Ботсвана     | товариський матч                        | -    |          |
| 20-11-2022 | Дурбан        | ПАР         | 1 – 1              | Ангола       | товариський матч                        | -    | 46'      |
| 24-3-2023  | Совето        | ПАР         | 2 – 2              | Ліберія      | Відбір до Кубка африканських націй 2023 | -    |          |
| 29-3-2023  | Монровія      | Ліберія     | 1 – 2              | ПАР          | Відбір до Кубка африканських націй 2023 | -    |          |
| 17-6-2023  | Дурбан        | ПАР         | 2 – 1              | Марокко      | Відбір до Кубка африканських націй 2023 | -    |          |
| 9-9-2023   | Совето        | ПАР         | 0 – 0              | Намібія      | Відбір до Кубка африканських націй 2023 | -    | 46'      |
| 12-9-2023  | Совето        | ПАР         | 1 – 0              | ДР Конго     | товариський матч                        | -    | 57'      |
| 13-10-2023 | Совето        | ПАР         | 0 – 0              | Есватіні     | товариський матч                        | -    | 63'      |
| 17-10-2023 | Абіджан       | Кот-д'Івуар | 1 – 1              | ПАР          | товариський матч                        | -    |          |
| 18-11-2023 | Дурбан        | ПАР         | 2 – 1              | Бенін        | Відбір до ЧС 2026                       | -    |          |
| Усього     |               | Матчів      | 27                 |              | Голів                                   | 1    |          |